# Zack și Cody, ce viață minunată (Sezonul 3)
În sezonul 3 din The Suite Life Of Zack And Cody (Viața minunată a lui Zack și a lui Cody, Zack si Cody, ce viață minunată) apar mari schimbări:
22 de episoade

## Școala Catolică Our Lady of Perpetual Sorrow
în sezonul trei , Maddie Fitzpatrick (Ashley Tisdale) , London Tipton (Brenda Song) și Leslie (Nu se știe numele actorului) renunță la Școala Catolică Our Lady of Perpetual Sorrow, ele se duc la Liceul Cheevers (Acolo au fost filmate scenele);

## Magazinul Paul Revere
```
Unde Zack și Cody muncesc pentru managerul magazinului Wayne Wormse;
```

## Tabăra Raiul Pe Pământ
Aici lucrează Maddie pe timpul verii. Singurul lucru care apare din acest campus este camera unde stă Maddie.

## Liceul Cheevers
Este locul unde Zack, Cody, London, Maddie și Nia învață împreună cu elevii Barbara, Bob și Mark. Aici s-au filmat episoadele: "Sincronizarea buzelor în ploaie" , "Prima zi de liceu", "Orchestra" și "Benchwarmers".

## Informații despre sezonul 3
În America primul episod al sezonului 3 a fost difuzat pe 23 iunie 2007, iar ultimul pe 1 septembrie 2008.
Disney Channel Romania nu a anunțat data când se va lansa The Suite Life Of Zack And Cody  (Viața Minunată a lui Zack și a lui Cody , Zack și Cody, ce viață minunată Sezonul 3 (Cândva prin 2011) în România, dar se știe când va fi ultimul episod al sezonului 2 (Aptitudini), adică pe 18 Septembrie (Când e sărbătorit un an de când a fost lansat Disney Channel ) .
După sezonul 3 al The Suite Life Of Zack And Cody (Viață minunată a lui Zack și a lui Cody, Zack și Cody, ce viață minunată), urmează The Suite Life On Deck (Ce Viața Minunată Pe Punte).